# Котлаське сільськогосподарське ТВ
Котлаське сільськогосподарське ТВ - табірне відділення, підрозділ, що діяв в структурі Головного управління виправно-трудових таборів СРСР (ГУЛАГ).
Організоване 11.07.49 на базі с/г ТВ Сєвжелдорлага МВС, обслуговуючого радгоспи Котласької групи ГУВС МВС;

закрите 29.04.53  - перший раз;

остаточно закрите 01.12.56

## Підпорядкування і дислокація
- ГУЛАГ МВС і ГУВС МВС з 11.07.49;
- УМВС по Архангельській обл. і ГУВС МВС, з 24.08.50 принаймні по 04.53;
- ГУЛАГ МВС до 26.07.54;
- ГУВС МВС з 26.07.54.

Дислокація: Архангельська область, м.Котлас

## Чисельність з/к
- 01.01.50 — 2016,
- 01.01.55 — 1277,
- 01.01.56 — 1162